# Robert Klein (żołnierz)
Robert Aleksandrowicz Klein (ros. Роберт Александрович Клейн, ur. 24 lutego?/9 marca 1913 w Kriwcowce nad Wołgą, zm. 30 stycznia 1990 w Orle) – Niemiec nadwołżański, radziecki oficer wojsk pancernych, partyzant i wywiadowca, Bohater Związku Radzieckiego.

## Życiorys
W 1931 ukończył technikum mechaniczne w Marksie, był Komsomolcem. W 1932 wezwany do odbycia służby w Armii Czerwonej. Odbywał ją na Dalekim Wschodzie do 1934, kiedy trafił do Szkoły Wojsk Pancernych im. Władimira Lenina w Uljanowsku, którą ukończył w 1937. Jesienią 1938 aresztowany przez NKWD pod zarzutem uczestnictwa w rzekomym antyradzieckim spisku marszałka Wasilija Blüchera. Zwolniony po paru miesiącach śledztwa.
Po rozpoczęciu operacji Barbarossa, w stopniu starszego lejtnanta, dowodził kompanią czołgów na froncie. 12 września 1941, w rejonie miasta Oster, został ciężko ranny. Nieprzytomnego Kleina, którego pozostawiono na polu bitwy, od śmierci z rąk nazistów uratowała lokalna ludność, u której znalazł schronienie i opiekę.
Po wyzdrowieniu rozpoczął pracę w garażach samochodowych perejesławskiego Gebietskommissar, w którym utworzył komórkę antyhitlerowskiego ruchu oporu. Grupa Roberta Kleina zdobywała informacje nt. planów wroga, likwidowała okupantów i kolaborantów etc. ponosząc przy tym minimalne straty własne. Od czerwca służył w oddziale partyzanckim im. Wasilija Czapajewa (dowodził nim I. K. Prijmak) walczącym na kijowszczyźnie.
W czasie jednej z akcji w zasadzkę oddziału wpadła niemiecka kolumna wojskowa. Wśród jeńców był pułkownik Oberkommando der Wehrmacht a między zdobyczami materialnymi plany strategiczne III Rzeszy oraz pistolet typu Walther z monogramem gen-płk Heinza Guderiana. Od tego czasu Robert Klein w mundurze pułkownika Wehrmachtu dokonywał inspekcji garnizonów wojskowych oraz posterunków policji i żandarmerii sprawdzając stan ich uzbrojenia i umundurowania, warunki żywieniowe i kwaterunkowe a także dokonywał aktów sabotażu wysadzając w powietrze niemieckie kina, restauracje, kluby i stołówki.
We wrześniu 1943 oddział im. Czapajewa otrzymał rozkaz sabotażu przygotowań 4 Armii Pancernej do obrony na linii Dniepru. Klein ponownie przywdział mundur oficera OKW i razem z walczącym w oddziale żołnierzem OMSBON Aleksandrem Tkanko, udającym niemieckiego starszego sierżanta i kierowcę Opla Admirala „pułkownika”, udali się do dowództwa armii celem przedstawienia wymyślonego przez Sowietów rozkazu Hitlera o czekaniu armii na posiłki i o zbliżającej się nowej ofensywę Wehrmachtu. Mimo trudności dowództwo jednostki w końcu uwierzyło Kleinowi i wstrzymało dotychczasowe działania zajmując „wyznaczone przez Führera” stanowiska. Kiedy Klein nadzorował ruch wojsk niemieckich, Tkanko zneutralizował hitlerowskie ładunki wybuchowe. Akcja ta umożliwiła radzieckiej 57 Brygadzie Czołgów Gwardii łatwiejszą przeprawę przez rzekę i spowodowała spore straty wśród przeciwników. Robert Klein i Aleksandr Tkanko zostali za nią nagrodzeni tytułem Bohatera Związku Radzieckiego.
W 1944  Robert Klein został skierowany do 1 Ukraińskiej Dywizji Partyzanckiej im. Sidora Kowpaka walczącej na zachodniej Ukrainie i w Polsce jako szef wywiadu i zastępca szefa sztabu. W rejonie Warszawy został ponownie ciężko raniony. W 1946 w stopniu kapitana zwolniono go z wojska jako inwalidę wojennego. Razem z rodziną zamieszkał w Orle, gdzie rozpoczął pracę w transporcie samochodowym. Zmarł tam w 1990 i został pochowany na miejscowym cmentarzu wojskowym.

## Życie prywatne
W 1934 ożenił się z Galiną Siemionowną Boszkurową (1917-1984). Para miała trójkę dzieci: podpułkownika Igora (1936-2006), Elwirę (1941-2014) i Artura (1947-).

## Odznaczenia

### Związek Radziecki
- Złota Gwiazda Bohatera Związku Radzieckiego - 4 stycznia 1944 (numer nadania 2888[6])
- Order Lenina - 4 stycznia 1944
- Order Bohdana Chmielnickiego 3 stopnia - 1944
- Order Wojny Ojczyźnianej 1 stopnia - 11 marca 1985
- Order Czerwonego Sztandaru Pracy - po wojnie za pracę w orłowskim transporcie
- Medal 100-lecia urodzin Lenina
- Medal „Partyzantowi Wojny Ojczyźnianej” I klasy - 1944
- Medal „Za obronę Kijowa”
- Medal „Za zwycięstwo nad Niemcami w Wielkiej Wojnie Ojczyźnianej 1941–1945”
- Medal jubileuszowy „Dwudziestolecia zwycięstwa w Wielkiej Wojnie Ojczyźnianej 1941–1945”
- Medal jubileuszowy „Trzydziestolecia zwycięstwa w Wielkiej Wojnie Ojczyźnianej 1941–1945”
- Medal jubileuszowy „Czterdziestolecia zwycięstwa w Wielkiej Wojnie Ojczyźnianej 1941–1945”
- Medal jubileuszowy „50 lat Sił Zbrojnych ZSRR”
- Medal jubileuszowy „60 lat Sił Zbrojnych ZSRR”
- Medal jubileuszowy „70 lat Sił Zbrojnych ZSRR”

i inne

### Polska Ludowa
- Order Krzyża Grunwaldu - lata 60
- Krzyż Złoty Orderu Virtuti Militari - lata 60